# Wereldtentoonstelling van 1911
De Wereldtentoonstelling van 1911 vond van 29 april tot 19 november 1911 plaats in de Italiaanse stad Turijn.

De tentoonstelling werd georganiseerd op initiatief van de plaatselijke kamer van koophandel, die daarmee Turijns positie als industriële hoofdstad van Italië tegenover concurrent Milaan, wilde bevestigen. Achteraf heeft het Bureau International des Expositions de tentoonstelling erkend als 18e universele wereldtentoonstelling en daarmee als 2e in Italië.
Op deze wereldtentoonstelling werd onder andere het zelfontworpen tapijt van Victor Horta getoond.